# 吴浩青
吴浩青（1914年4月22日—2010年7月18日），男，江苏宜兴人，中国化学家、中国科学院院士，中国电化学领域开拓者之一。

## 生平
吴浩青于1935年毕业于浙江大学化学系。其后，任教于浙江大学、湖南兰田师范学院、上海沪江大学等校。 1952年起在复旦大学任教，并于1961年起任化学系教授兼系主任。1980年，当选为中国科学院化学部学部委员。2010年，在上海华东医院逝世。

## 学术贡献
吴浩青是中国电化学研究的开拓者之一，曾筹建了中国高校中第一个电化学实验室，并在锑元素电化学性质、高能电源锂电池等研究中作出过突出贡献， 还撰有《物理化学》、《化学热电力》、《电化学动力学》等学术著作。